# Palazzo dei Gesuiti
Il palazzo dei Gesuiti fu realizzato dal 1579 al 1583 su disegno del gesuita Giuseppe Valeriano come sede della casa dei suoi confratelli, stabilitisi a Lecce nel 1574 con San Bernardino Realino. 

## Storia e descrizione
Costruito con proporzioni più da reggia che da casa, il palazzo, accoglieva nei locali del pianterreno, le scuole e le congregazioni mentre, in quelli del piano superiore, oltre alle stanze dei religiosi, la biblioteca, il teatro e la foresteria.
Dopo l'espulsione dei Gesuiti (1767), nell'edificio fu allogato un collegio-convitto che fu uno dei nove esistenti nel Regno di Napoli ed assunse il titolo di Università degli Studi. Chiuso il convitto nel 1777, nel palazzo giunsero i Benedettini di Montescaglioso, i quali trasformarono l'edificio in monastero e noviziato. Fino al 1799 nei locali del pian terreno accoglievano le cattedre di medicina e giurisprudenza.
Soppressi i Benedettini, re Giuseppe Bonaparte dispose, nel 1807, che nell'edificio avessero sede gli uffici giudiziari, tra i quali il Tribunale e la Corte criminale, cui si aggiunsero, nel 1930, quelli della Corte d'Appello, uffici tutti che hanno occupato il palazzo fino al 1977.
Dal 1866 al 1868 il palazzo fu trasformato tanto all'esterno, (a questi anni risale, infatti, l'attuale prospetto neoclassico che fu addossato all'antico), quanto all'interno.